# Ulee Paya
Ulee Paya is een bestuurslaag in het regentschap Aceh Besar van de provincie Atjeh, Indonesië. Ulee Paya telt 133 inwoners (volkstelling 2010).